# 2014년 아시아 남자 핸드볼 선수권 대회
틀:국제 핸드볼 대회 정보
′′′제16회 아시아 남자 핸드볼 선수권 대회′′′는 2014년 바레인 마나마에서 개최되었다.